# Boys Like Girls

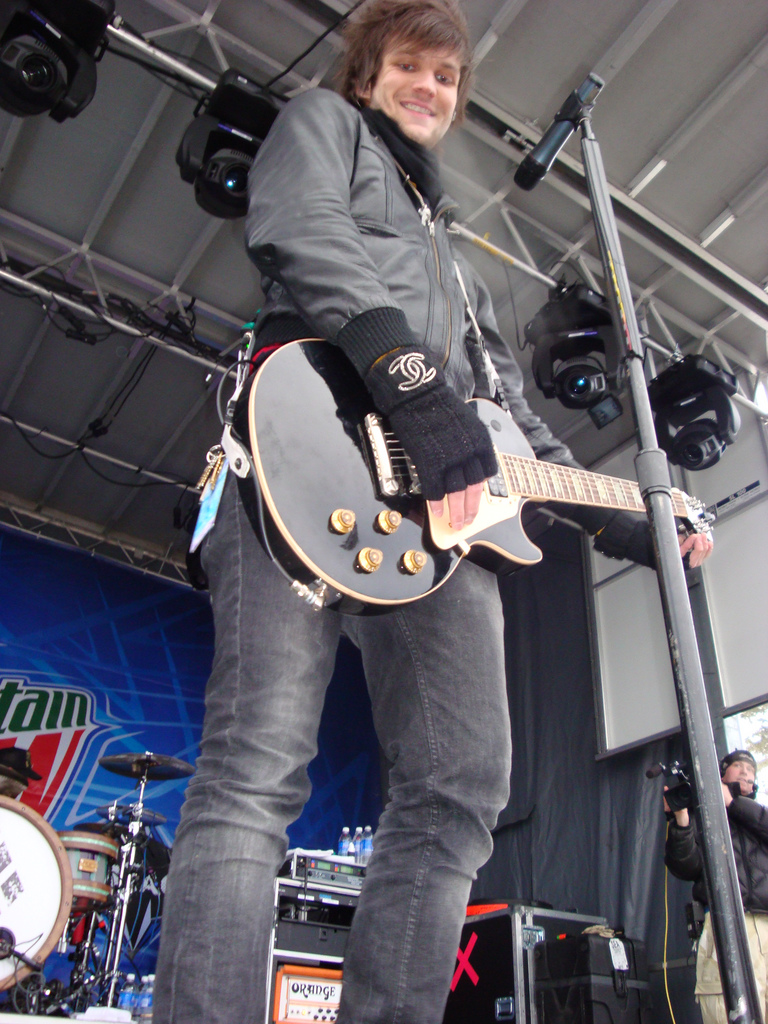
Martin Johnson live i Mount Snow i Vermont.

Boys Like Girls är ett alternativ rock-band från Boston, Massachusetts. Gruppen har varit på en USA-turné tillsammans med Cute Is What We Aim For, Hit the Lights och Butch Walker. I augusti 2006 släppte de sitt självbetitlade debutalbum, Boys Like Girls.

## Historia
Boys Like Girls bildades under de sista månaderna år 2005, när sångaren Martin Johnson (tidigare medlem i Bostonbandet The Drive/Fake ID) skrev en handfull låtar han ville spela in. Han rekryterade basisten Bryan Donahue och trummisen John Keefe. Båda hade tidigare spelat med Martin Johnson, i poppunk-bandet Lancaster och det kortlivade The Bends. Trummisen Keefe tog med sig gitarristen Paul DiGiovanni, som han spelat in en demo med, för att göra bandet komplett. Till bådas överraskning upptäckte de senare att de var långväga släktingar. Bandet öppnade ett konto på PureVolume där de laddade upp en demoversion på "The Great Escape" och en akustisk version på "Thunder". Vid årets slut låg gruppen etta på sidans topplista för osignade artister.
Ryktet nådde bokningsagenten Matt Galle och skivproducenten Matt Squire som kontaktade bandet med ett erbjudande om ett framtida samarbete. Med deras stöd åkte Boys Like Girls ut på sin första USA-turné tillsammans med A Thorn for Every Heart, Hit the Lights och Keating i februari 2006. Efter det månadslånga äventyret så gick bandet direkt in i studio tillsammans med Matt Squire för att spela in deras debutalbum. Under inspelningen fick de möta Cute Is What We Aim For som erbjöd dem en plats på deras nästkommande turné. När albumet var färdiginspelat spelade Boys Like Girls på två turnéer, bland annat den med Cute Is What We Aim For, plus att de spelade två veckor tillsammans med Butch Walker. Mellan turnéer hann de även spela in sin första musikvideo till albumets första singel "Hero/Heroine".
Den 22 augusti 2006 släpptes deras debutalbum och har på två år sålts i över 580 000 exemplar i USA. Som bandnamnet och så även debutalbumets titel säger handlar många av låtarna om "pojkar som gillar flickor", men även hur Johnsons mamma slogs mot cancer och att flytta hemifrån.
Under augusti och september åkte bandet ut på sin första turné som huvudakt och med sig hade de Permanent Me och Scenes from a Movie. För att sedan åka på en östkustturné tillsammans med Lostprophets och Eighteen Visions under oktober. Under resten av året fortsatte turnéerna bland annat The Tornado Tour där de delade scen med The All-American Rejects och Motion City Soundtrack.
he Format.
Det första halvåret av 2007 gick åt till turnéer bland annat bandets första internationella spelningar i Kanada, Storbritannien och Japan och för första gången på Vans Warped Tour, en av de största festivalerna för alternative rock, emo och post-hardcore. I september släppte de en EP på iTunes Store med tre akustiska låtar för AOL:s Sessions Under Cover. Låtarna var "The Great Escape", "Thunder" och en cover på Frou Frous låt "Let Go". 4 december 2007, spelade bandet en konsert med bland annat Good Charlotte på New Orleans House of Blues
I maj 2008 spelade Boys Like Girls på Slam Dunk-festivalen i Leeds tillsammans med banden Cute Is What We Aim For, Kids In Glass Houses, Valencia, We the Kings, You Me At Six och The Red Jumpsuit Apparatus. Bandet var även förband på Avril Lavigne's 2008-turné "Best Damn Tour" som spelade i större delen av Nordamerika.
2008 spelade de inte på Warped Tour utan turnerade hela sommaren med Good Charlotte, The Maine och Metro Station för "Soundtrack of Your Summer Tour". 
De var förband år Fall Out Boy på deras turné av Storbritannien.
Bandets debut-DVD Read Between The Lines släpptes den 4 november 2008.

## Musikstil och kritiskt mottagande
Bandets influenser innefattar många nutida poppunk-band, som Jimmy Eat World, blink-182 Story of the Year, Relient K, The Academy Is... och Dashboard Confessional. Dessa influenser kan höras i gitarrspelet och trummandet, men inte i sången och låtskrivandet. Kanske på grund av Johnsons tenorröst och inslag av falsett, liknande Tyson Ritter (sångare i The All-American Rejects). Bandets stil låter därför mer som sen 90-tals alternative rock, liknande Vertical Horizon och Goo Goo Dolls.

## Diskografi

### Studioalbum
- Boys Like Girls (2006)
- Love Drunk (2009)

### Livealbum/DVD
- Read Between The Lines (2008)

### Singlar
- "The Great Escape" (2007)
- "Hero/Heroine" (2007)
- "Thunder" (2008)

## Medlemmar
- Martin Johnson – sång, gitarr
- Paul DiGiovanni – gitarr, bakgrundssång
- Bryan Donahue – basgitarr, bakgrundssång
- John Keefe – trummor